# 科爾法克斯鎮區 (密歇根州休倫縣)
科爾法克斯鎮區（英語：Colfax Township）是位於美國密歇根州休倫縣的一個行政鎮區。

## 地方資料
科爾法克斯鎮區的面積為90.50平方千米，當中陸地面積為90.40平方千米，而水域面積為0.10平方千米。根據2020年美國人口普查的數據，當地共有人口1753人，而人口密度為每平方千米19.37人。